# Mudumalai-Nationalpark
Der Mudumalai-Nationalpark (Tamil முதுமலை தேசியப் பூங்கா IAST Mudhumalai dhejhiyabh bhūṅghā), auch als Mudumalai National Park and Wildlife Sanctuary oder Mudumalai Tiger Reserve bekannt, ist ein 321 km² großes, 1940 gegründetes Schutzgebiet in den Westghats in Südindien. Der Nationalpark wird vom Tamil Nadu Forest Department verwaltet.

## Geographie
Der Mudumalai-Nationalpark liegt im indischen Bundesstaat Tamil Nadu und grenzt an die Bundesstaaten Karnataka und Kerala. Der Park ist in die fünf Regionen Masinagudi, Thepakadu, Mudumalai, Kargudi und Nellakota unterteilt. Im Osten erstrecken sich die Nilgiri Hills. Die nächstgelegene Ortschaft Gudular befindet sich in einer Entfernung von sieben Kilometern im Süden. Die Städte Mysore und Coimbatore liegen jeweils etwa 80 Kilometer entfernt im Norden bzw. Südosten. Der National Highway 181 tangiert den Nationalpark im Osten und Südosten.

## Geschichte
Im Jahr 1940 wurde auf einer Fläche von ca. 60 Quadratkilometern das Mudumalai Wildlife Sanctuary gegründet. Es wurde 1977 erweitert und 1986 in das Nilgiri Biosphärenreservat integriert. Ausgewiesen wurde das Gelände als Tigerreservat. Da das Gebiet 2007 zum kritischen Tiger-Lebensraum erklärt wurde, forderten Regierungsstellen die Bewohner von Dörfern, die im Reservat lebten, auf, das Gebiet zu verlassen und bot neue Wohnmöglichkeiten außerhalb des Reservats an. Im Rahmen des Umsiedlungsverfahrens hatten Familien die Möglichkeit, zwischen einer angemessenen finanziellen Entschädigung oder einem Tausch Land für Land zu wählen. Während einige von ihnen umziehen wollten, lehnten viele Stammesgemeinschaften, die in den Waldgebieten gelebt hatten und dort ihre Lebensgrundlage sahen, das Angebot ab. Im Jahr 2008 versammelten sich fast 15.000 Menschen, um gegen das Tigerreservat zu protestieren. In den folgenden Jahren verließen viele Familien jedoch gegen eine finanzielle Entschädigung das Gebiet. Berichte vom November 2019 besagen hingegen, dass einige Bewohner weiterhin nicht gewillt sind, den Park zu verlassen.

## Klima
Das Klima im Mudumalai-Nationalpark ist tropisch. Die mittlere Temperatur im Sommer beträgt 33, im Winter 14 Grad Celsius. Die Niederschlagsmengen werden maßgeblich vom Monsun beeinflusst und betragen ungefähr 2000 Millimeter im Jahr. Während der Trockenzeit zwischen Januar und Juni regnet es kaum. Zuweilen wird der Nationalpark in diesem Zeitraum von Buschfeuern heimgesucht, wobei erhebliche Flächen den Flammen zum Opfer fallen.

## Flora und Fauna
Der Park ist von hügeligen Wald-, Gras- und Buschlandschaften, die von wenigen Gewässern durchzogen sind, geprägt. Die Höhenverbreitung reicht bis in Bereiche von 1266 Metern. Der Schutzbereich beherbergt mehrere seltene und gefährdete Tierarten. Es wurden mindestens 266 Vogelarten dokumentiert, einschließlich der kritisch gefährdeten Bengalgeier (Gyps bengalensis) und Indiengeier (Gyps indicus). Besuchern werden zu Tierbeobachtungen einstündige Safari-Touren morgens zwischen 6:00 und 8:00 Uhr sowie am späten Nachmittag zwischen 15:00 und 17:00 Uhr sowie Ritte auf Elefanten angeboten. Private Fahrzeuge sind im Reservat nicht zugelassen. Die folgende Bildauswahl dokumentiert die reichhaltige Tierwelt des Nationalparks.

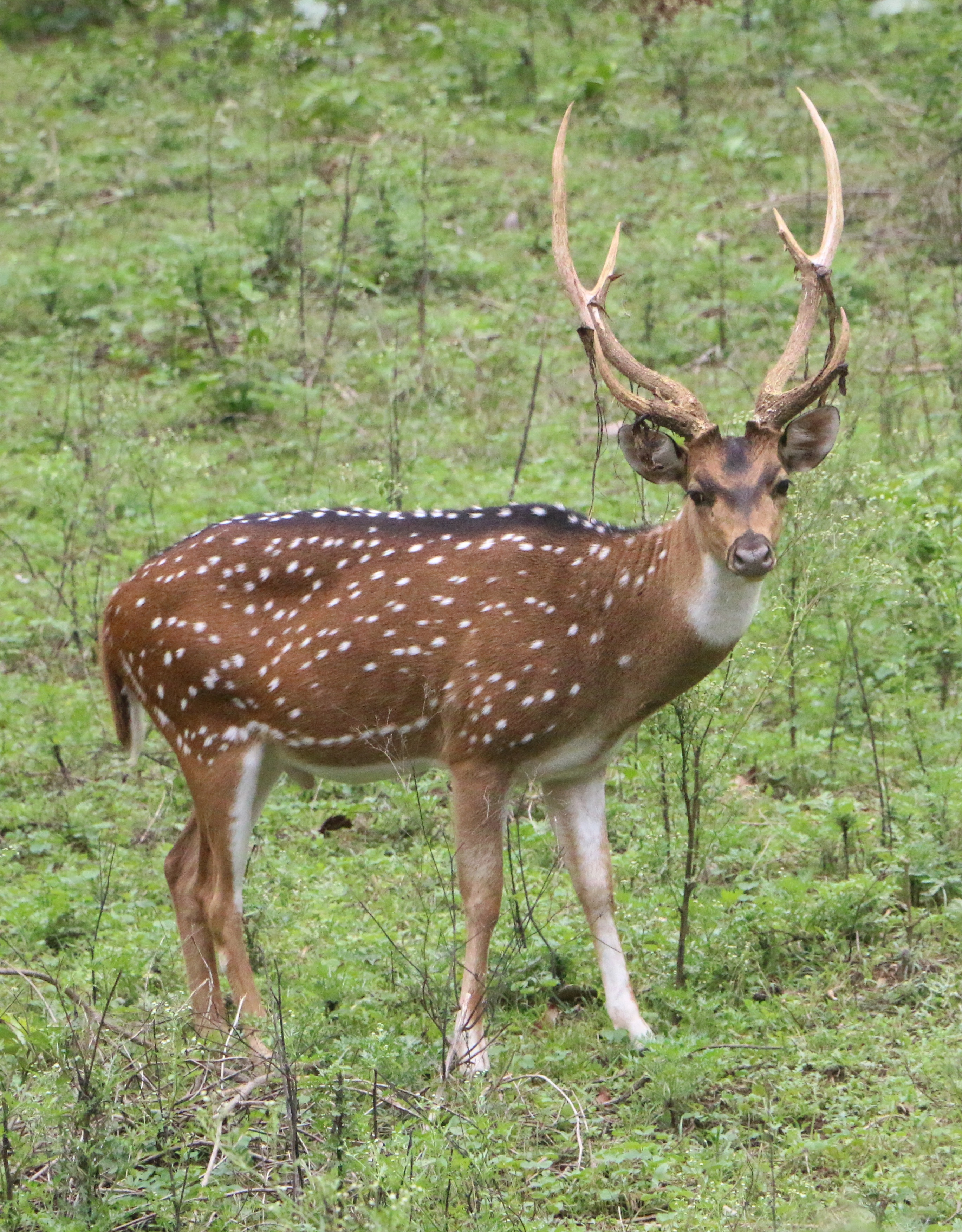
Axishirsch (Axis axis)
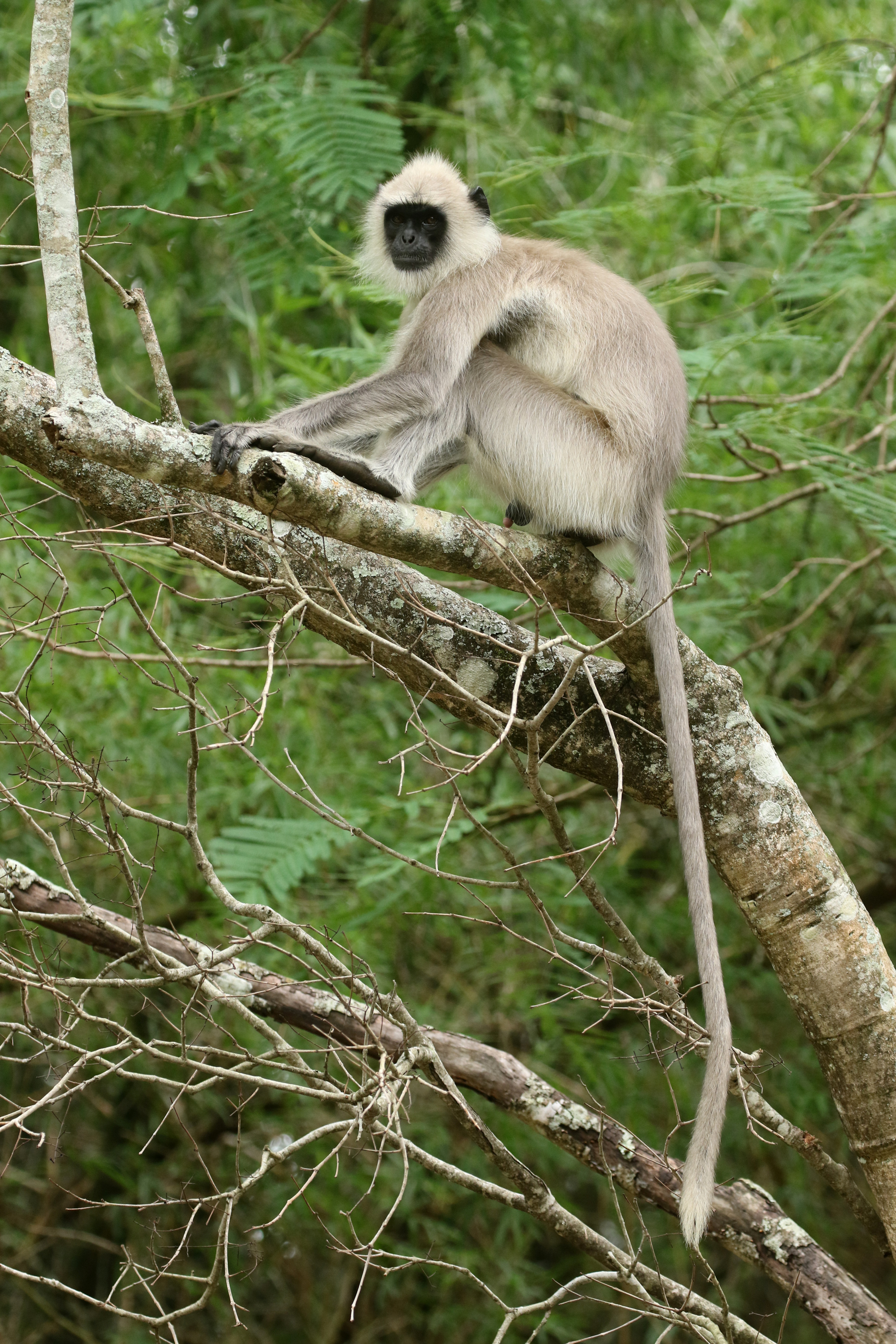
Südlicher Hanuman-Langur (Semnopithecus priam)
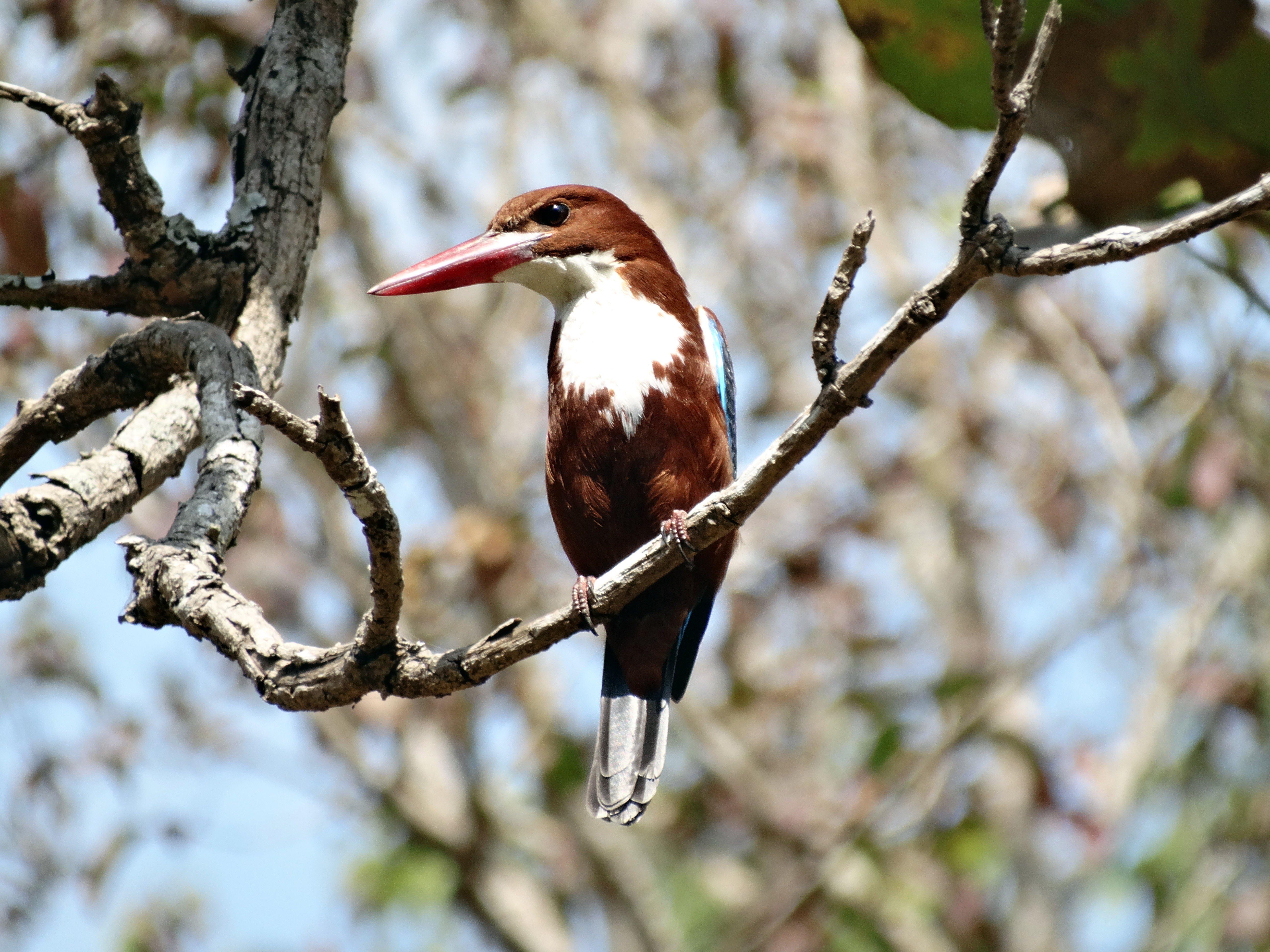
Braunliest (Halcyon smyrnensis)
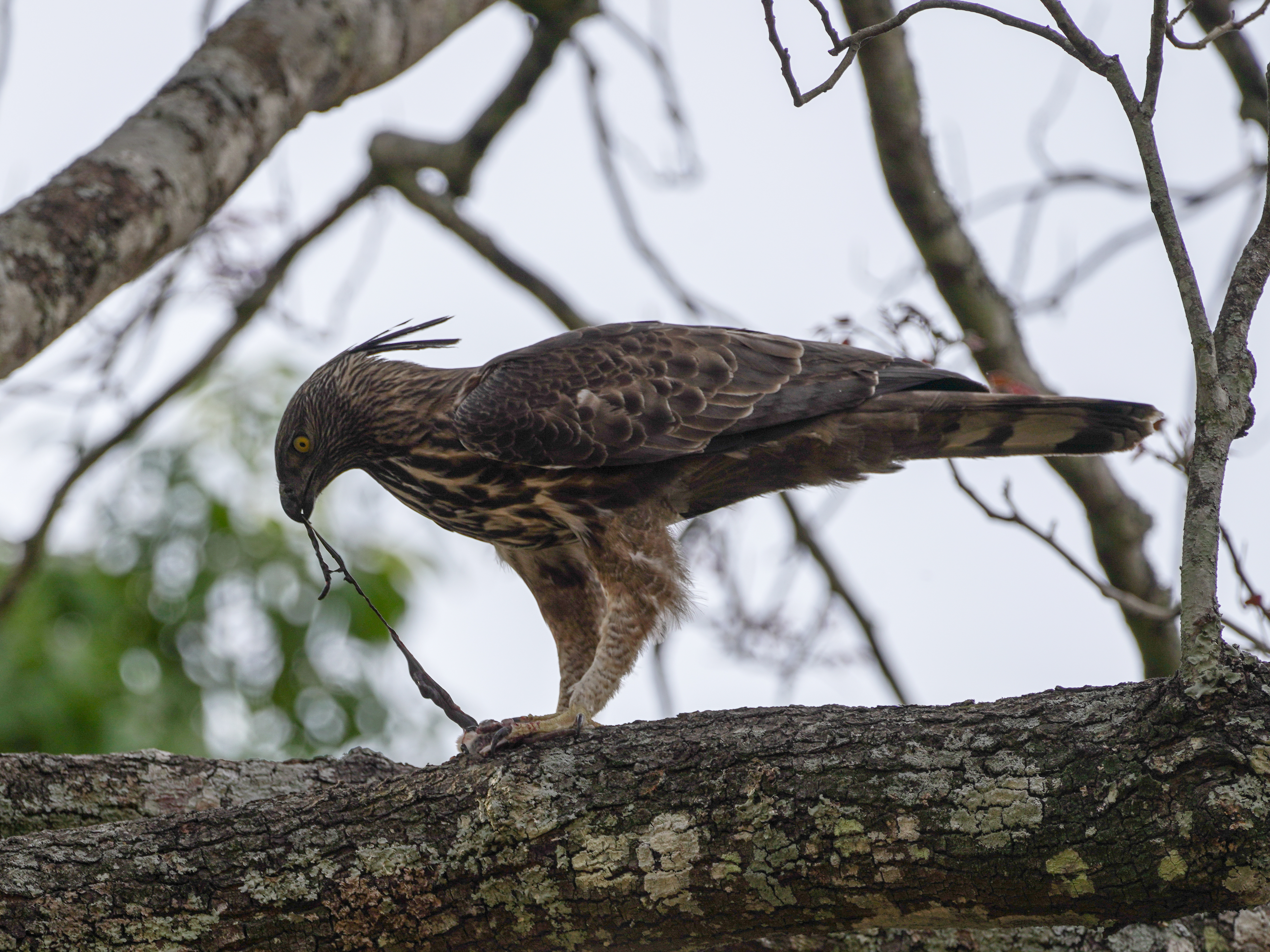
Indienhaubenadler (Nisaetus cirrhatus)
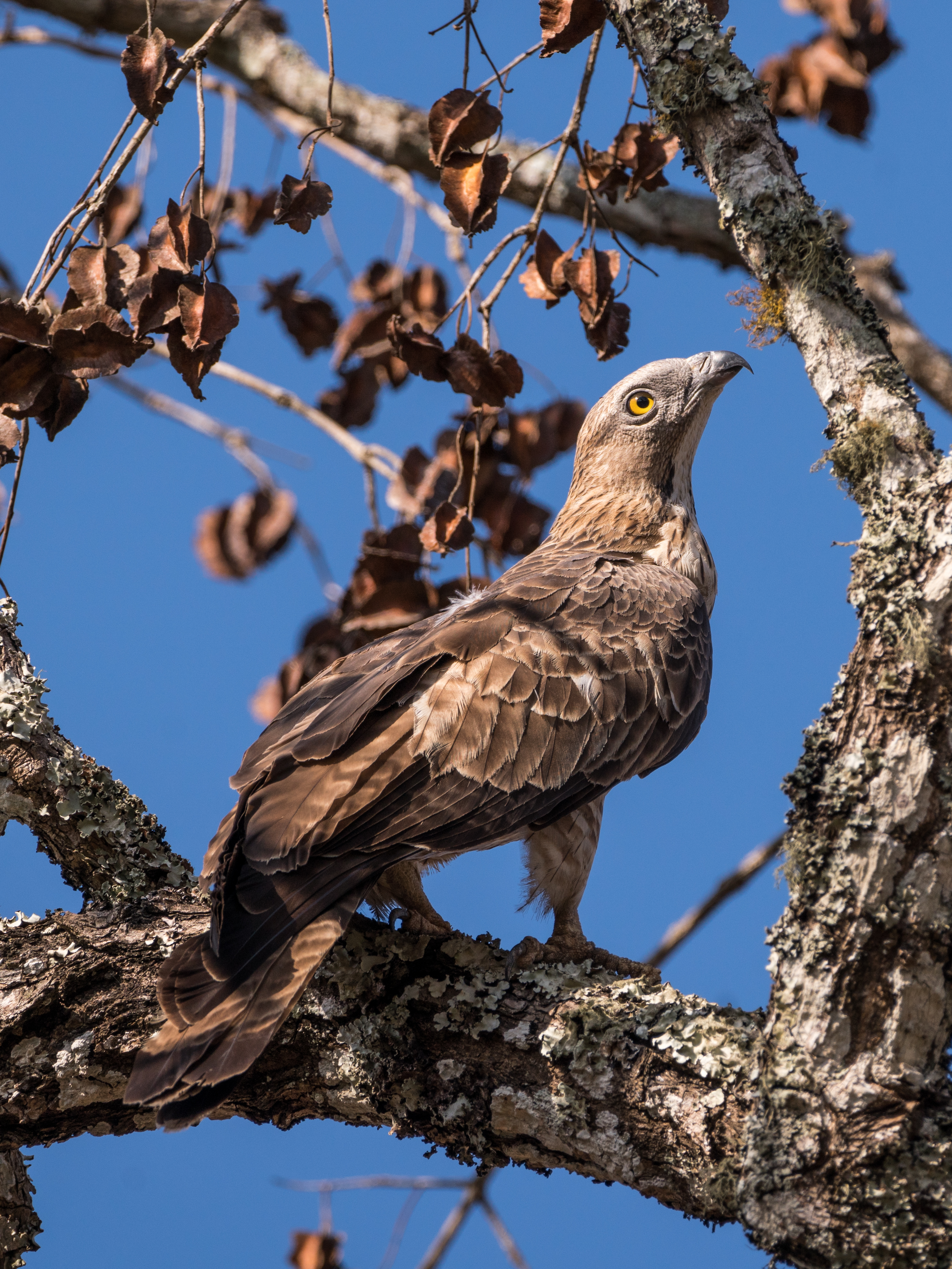
Wespenbussard (Pernis ptilorhynchus)
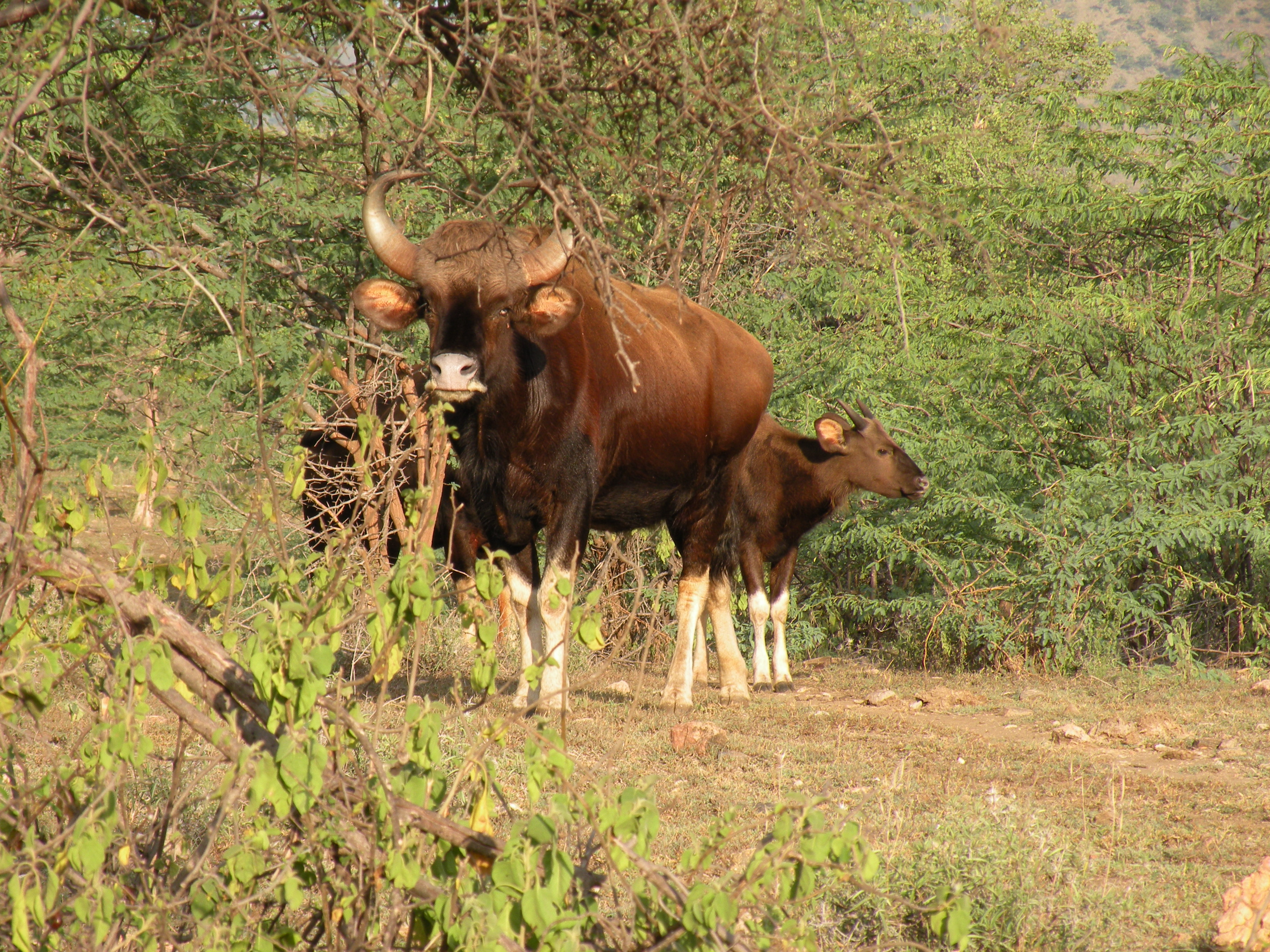
Gaur (Bos gaurus), Weibchen mit Jungtier
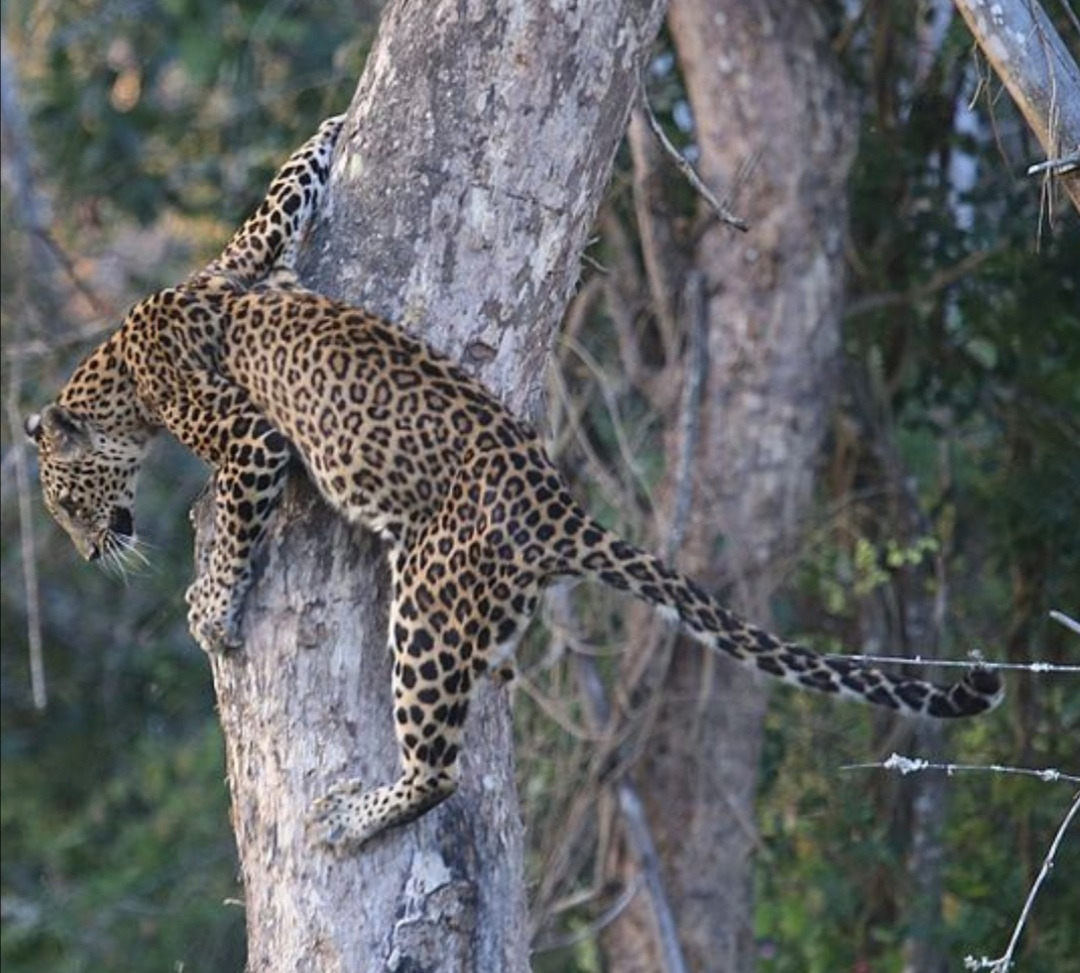
Indischer Leopard (Panthera pardus fusca)
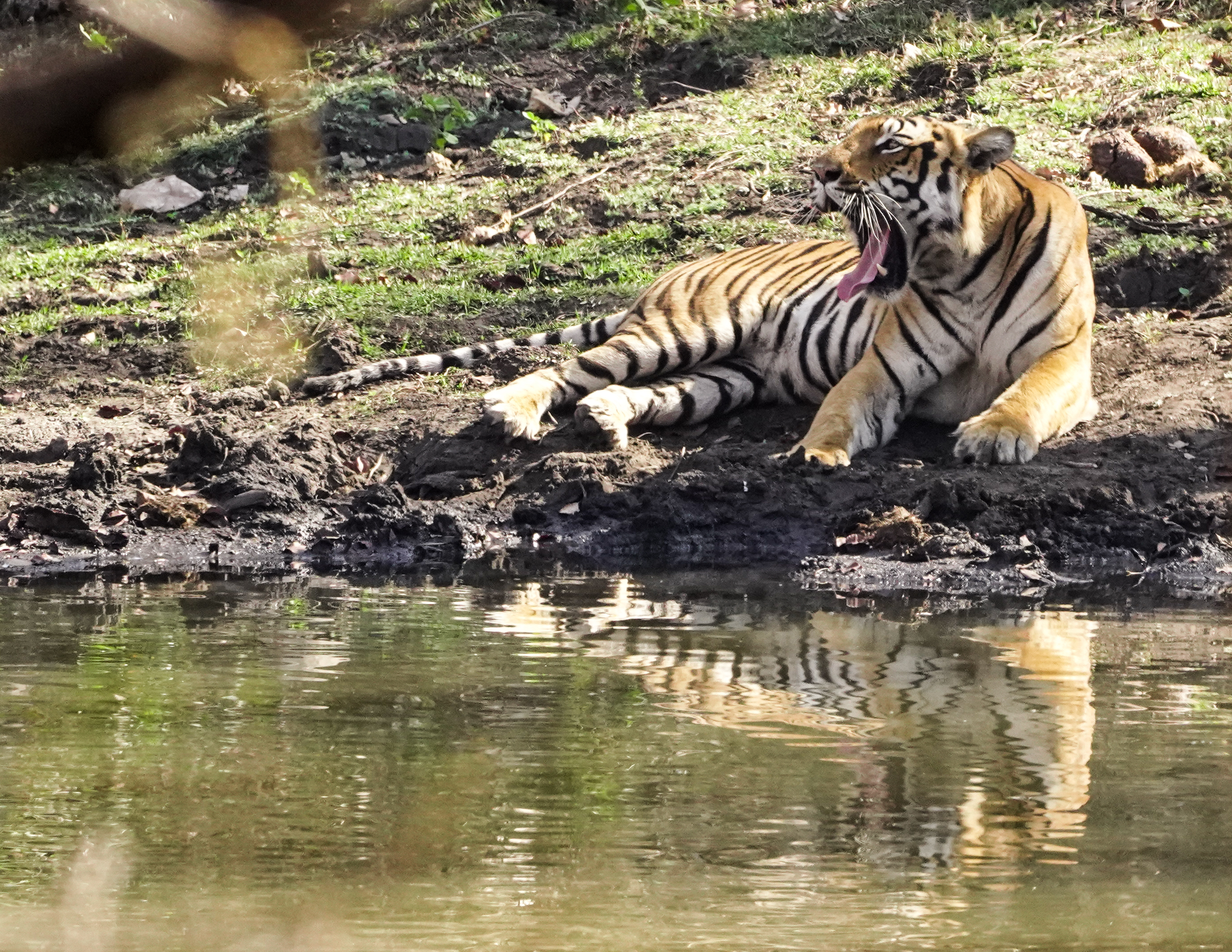
Königstiger (Panthera tigris)
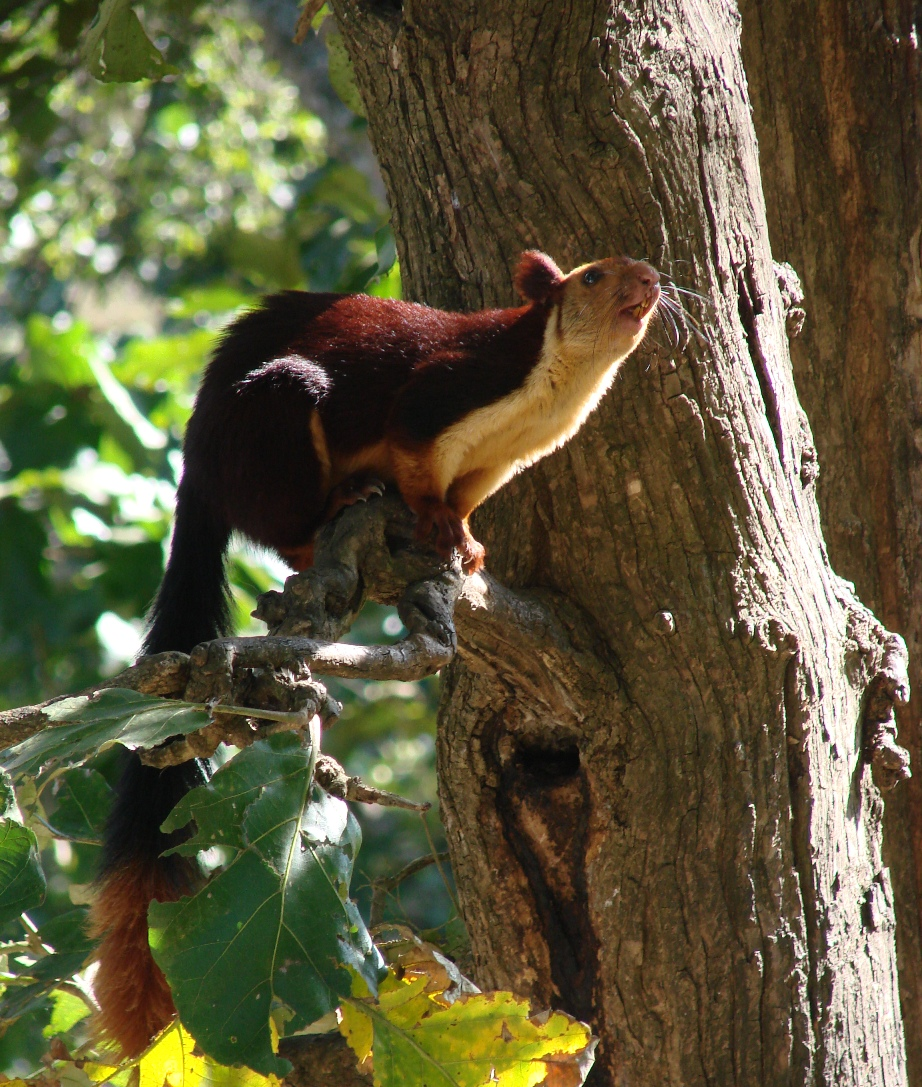
Königsriesenhörnchen (Ratufa indica)
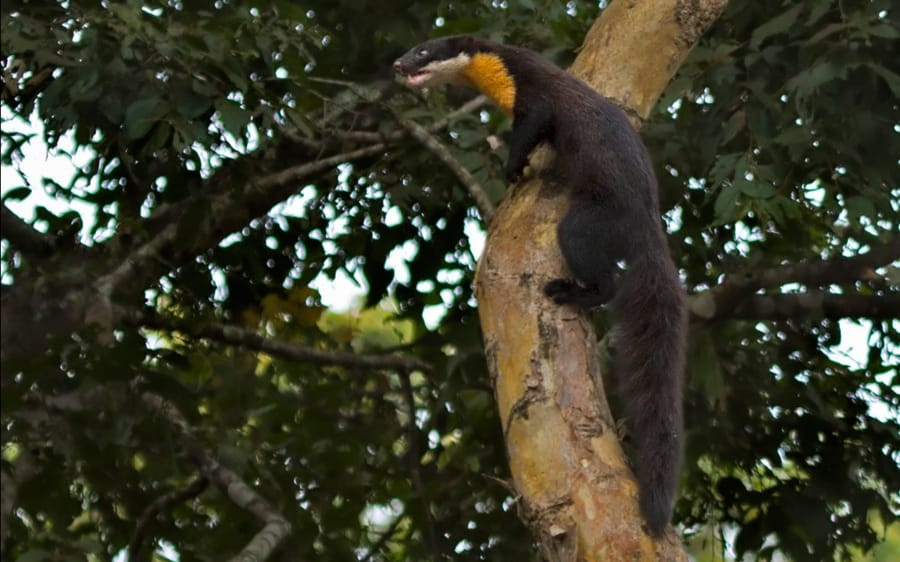
Südindischer Buntmarder (Martes gwatkinsii)
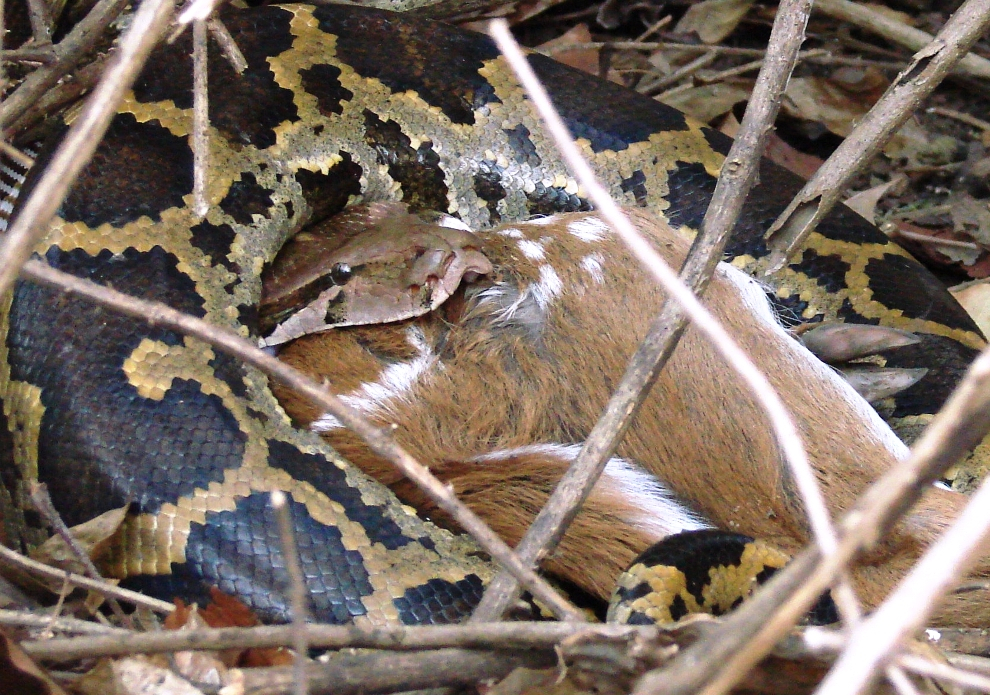
Heller Tigerpython (Python molurus) verschlingt Axishirschkitz
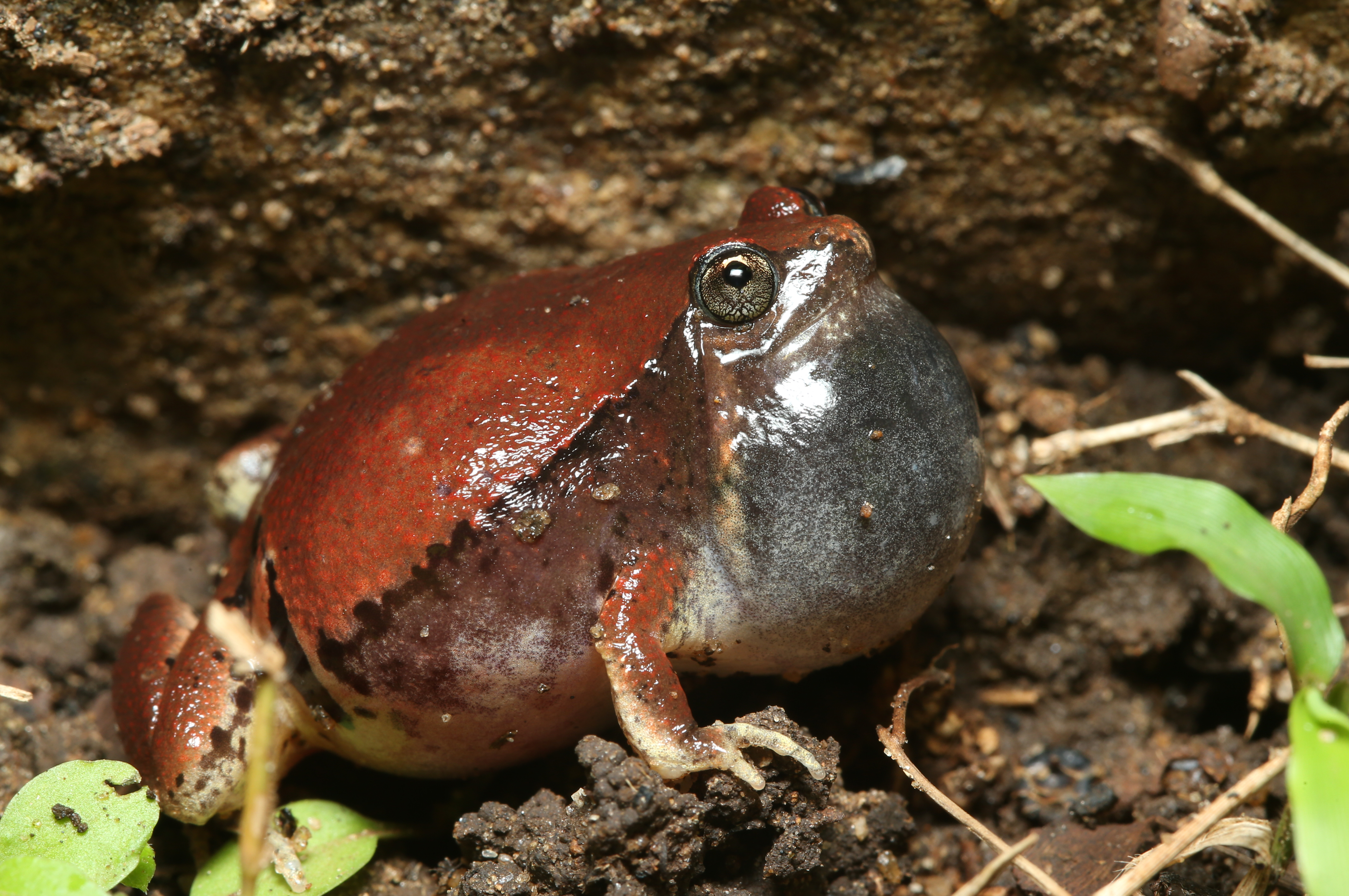
Microhyla rubra